# یوهی مائدا
یوهی مائدا (ژاپنی: [] Error: {{Lang}}: فاقد متن (راهنما)؛ زادهٔ ۱۹ مهٔ ۱۹۹۰) یک بازیکن فوتبال اهل ژاپن است.
از باشگاه‌هایی که در آن بازی کرده‌است می‌توان به باشگاه فوتبال شونان بلمار اشاره کرد.